# Municipio de Tartu
El municipio de Tartu (estonio: Tartu vald) es un municipio estonio perteneciente al condado de Tartu.

## Localidades (población año 2011)
- Äksi 437 p
- Aovere 96
- Arupää 28
- Elistvere 33
- Erala 225
- Haava 72
- Igavere 71
- Jõusa 22
- Juula 57
- Kaiavere 41
- Kaitsemõisa 16
- Kämara 46
- Kärevere 154
- Kärkna 250
- Kärksi 35
- Kassema 26
- Kastli 59
- Kikivere 25
- Kobratu 68
- Kõduküla 16
- Kõnnujõe 15
- Koogi 78
- Kõrenduse 13
- Kõrveküla 733 p
- Kükitaja 41
- Kukulinna 48
- Laeva 413
- Lähte 492 p
- Lammiku 46
- Lilu 30
- Lombi 133
- Maarja-Magdaleena 220
- Maramaa 242
- Metsanuka 38
- Möllatsi 96
- Nigula 62
- Nõela33
- Otslava 36
- Õvanurme 42
- Õvi 49
- Pataste 119
- Piiri 31
- Puhtaleiva 72
- Pupastvere 52
- Raigastvere 37
- Reinu 38
- Saadjärve 108
- Saare 11
- Salu 71
- Sepa 50
- Siniküla 91
- Soeküla 37
- Soitsjärve 40
- Sojamaa 116
- Sootaga 87
- Sortsi 13
- Taabri 32
- Tabivere 971 p
- Tammistu 216
- Tila 184
- Toolamaa 26
- Tooni 11
- Tormi 15
- Uhmardu 30
- Väägvere 70
- Väänikvere 44
- Vahi 1,620
- Valgma 95
- Valmaotsa 49
- Vasula 273
- Vedu 276
- Vesneri 147
- Viidike 54
- Vilussaare 21
- Võibla 123
- Voldi 134[1]

(p: pueblo; c: ciudad; el resto son aldeas).